# Wiesental (Bochum)

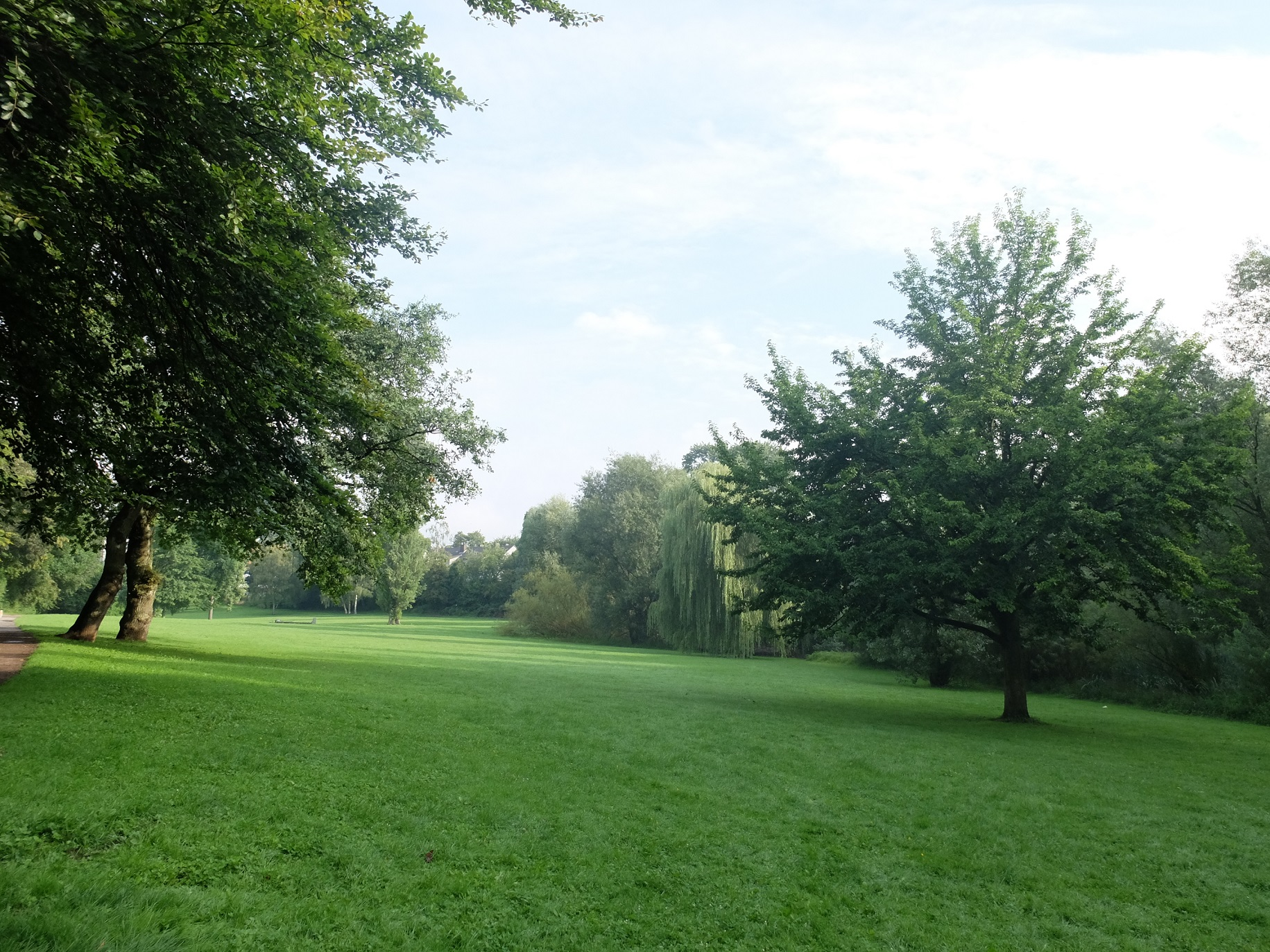
Parkfläche im Wiesental

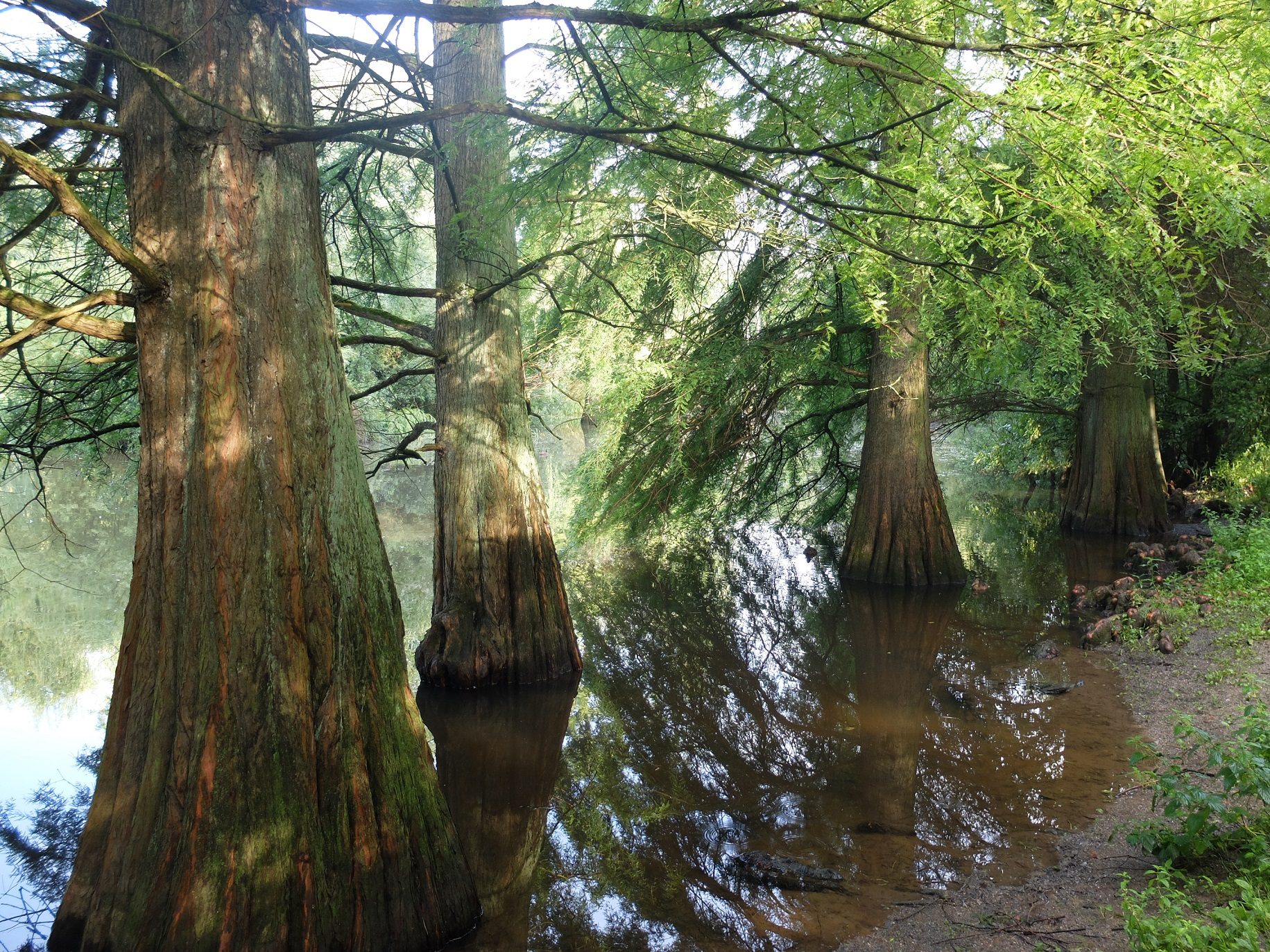
Teich im Wiesental

Das Wiesental ist ein Grünzug und eine in den 1950er Jahren entstandene Parklandschaft im Tal des Marbachs in Bochum-Weitmar. Der Grünzug endet in Bochum-Ehrenfeld. Im Wiesental befindet sich auch ein kleiner Teich, Teile des Parks sind als Hundeauslauffläche ausgewiesen.
Eine Aquarien- und Terrarienanlage wurde hier am 12. Juli 1936 eingeweiht. Von den 1930er bis in die 1980er Jahre befand sich hier eine Restauration, das „Café Wiesengrund“. Das Haus wurde im Zweiten Weltkrieg durch einen Bombentreffer am 9. Oktober 1944 stark beschädigt. Im Luftschutzstollen unter dem Haus verloren alle 37 darin befindlichen Menschen ihr Leben. 
1950 wurde das Freibad von Blau-Weiß Bochum errichtet. In den 1970er Jahren wurde die Bochumer Radrennbahn geschlossen und durch Wohnbebauung ersetzt.